# Wen Tianxiang
Wen Tianxiang, Duca di Xinguo (caratteri cinesi: 文天祥; pinyin: Wén Tiānxiáng; cantonese: Man Tin Cheung; Luling, 6 giugno 1236 – 9 gennaio 1283), è stato un politico, generale e scrittore cinese della Dinastia Song del sud, simbolo del patriottismo e della virtù in Cina per la sua resistenza durante l'invasione del mongolo Kublai Khan ed il suo rifiuto di arrendersi alla dinastia Yuan, nonostante la cattura e le torture subite.
Egli è considerato uno dei tre eroi degli ultimi anni della dinastia Song, insieme a Liu Xiufu e Zhang Shijie.
Il suo ruolo simbolico ha avuto ripercussioni anche in anni recenti. Nel 1908, il rivoluzionario Chen Jiongming persuase, sul santuario storico di Wen Tianxiang, più di trenta giovani del villaggio di Haifeng a giurare fedeltà per una rivoluzione nazionale.
Wen Tianxiang è raffigurato nel Wu Shuang Pu di Jin Guliang (無雙譜, Tavola degli eroi incomparabili).

## Biografia
Wen nacque nel 1236 a Luling (l'odierna Ji'an), nella provincia del Jiangxi, durante l'epoca di regno della dinastia Song. All'età di 18 anni passò gli esami locali, e due anni più tardi partecipò agli esami nella capitale, dove fu nominato dallo stesso imperatore primo tra coloro che l'avevano superato. Successivamente avrebbe ricoperto diverse cariche di governo, tra i quali quella di "Custode (郎官) del Ministero della Giustizia" e "Prefetto di Ganzhou", divenendo cancelliere nel 1275.
Nel 1278, Wen fu catturato dall'armata Yuan di Kublai Khan, il quale gli "offrì" un posto nel governo Yuan e gli ordinò di convincere le rimanenti forze Song ad arrendersi. Egli, però, rifiutò entrambe le cose e fu imprigionato in un carcere militare per quattro anni, prima della sua esecuzione avvenuta nel 1283. Durante questo periodo, egli scrisse i classici della letteratura cinese Song of Righteousness (Zhengqige) e Passing Lingdingyang.

## Antenati e discendenti
In vita, Wen Tianxiang adottò i tre figli di suo fratello minore, dopo la morte prematura dei propri due figli. Si crede che la famiglia Wen fosse di etnia Hakka (客家), tuttavia ciò non è provato storicamente.
Secondo una leggenda, la famiglia Wen risale alla Dinastia Zhou occidentale, esistita più di 3.000 anni fa, tuttavia la discendenza storica più essere effettivamente documentata solo fino a 1.500 anni fa, nella provincia del Sichuan.
Attualmente vi sono almeno sei rami della famiglia Wen, presenti delle provincie di Jiangxi, Hunan, Hainan, Guangdong, Fujian e ad Hong Kong. Le pronunce dialettali del cognome variano da Man (cantonese) a Vun (dialetto Hakka) a Bun (dialetto Hokkien). Il clan Man è considerato uno dei fondatori della storia di Hong Kong.
Discendenti storicamente riconosciuti della famiglia Wen sono il pittore e calligrafo della dinastia Ming Wen Zhengming, oltre che la madre di Mao Zedong. Ai giorni nostri, la maggior parte dei discendenti Wen sono residenti nella Cina continentale.
Uno dei rami più antichi e mai spezzati della famiglia Wen si trova attualmente nelle aree Hengyan ed Hengshan della provincia dello Hunan, nella quale si è stabilita dall'anno 1.000 circa. Negli anni '40, parte di questo ramo della famiglia emigrò negli Stati Uniti, dove si legò con dei matrimoni alla famiglia Sun della città di Shouxian, nell'Anhui (Sun Jianai; Compagnia di Farina Fou Foong - 福豐麵粉廠) ed alla famiglia Li di Hefei, sempre nell'Anhui (Li Hongzhang 李鴻章).

## Monumenti a Wen Tianxiang

### Jiangxi
Nella città natale di Wen Tianxiang, Ji'an, nella provincia Jiangxi, vi è un mausoleo in onore dell'eroe nazionale. Esso ospita mostre pittoriche, calligrafiche ed esibizioni di oggetti che si crede siano stati lasciati da Wen Tianxiang.

### Pechino
Nel 1376, durante il regno dell'imperatore Hongwu della dinastia Ming, è stato costruito un Memoriale al Primo Ministro Wen Tianxiang. Esso si trova nel lato nord dell'entrata al Vicolo Fuxue del Sud, vicino al quartiere di Beixingqiao, posto scelto appositamente poiché prossimo al luogo in cui è presumibilmente avvenuta l'esecuzione di Wen, in prossimità dell'entrata del Vicolo Fuxue nel Distretto Cittadino Est di Pechino.
Nelle colonne dell'atrio principale del memoriale vi sono incise le parole: "Massimo studioso e Primo Ministro della Dinastia Song, soggetto leale e figlio compassionevole del Fiume Occidentale".

### Hong Kong
Nel villaggio di San Tin, localizzato nei Nuovi Territori di Hong Kong, vi è una prevalenza del cognome cantonese Man, proveniente presumibilmente dal generale di epoca Song Man Tin-Sui, cugino di Man Tin Cheung/Wen Tianxiang.
Tra le più popolari attrazioni storiche di Hong Kong, figurano il parco memoriale Man Tin Cheung e la residenza e casa degli antenati Man (Tai Fu Tai), nel villaggio di San Tin.

## Citazioni famose
- 人生自古誰無死，留取丹心照汗青。 (Nessuno sin dall'avvento dei tempi è sfuggito alla morte, possa la mia lealtà illuminare per sempre gli annali della storia).